# Das Haus der Freude

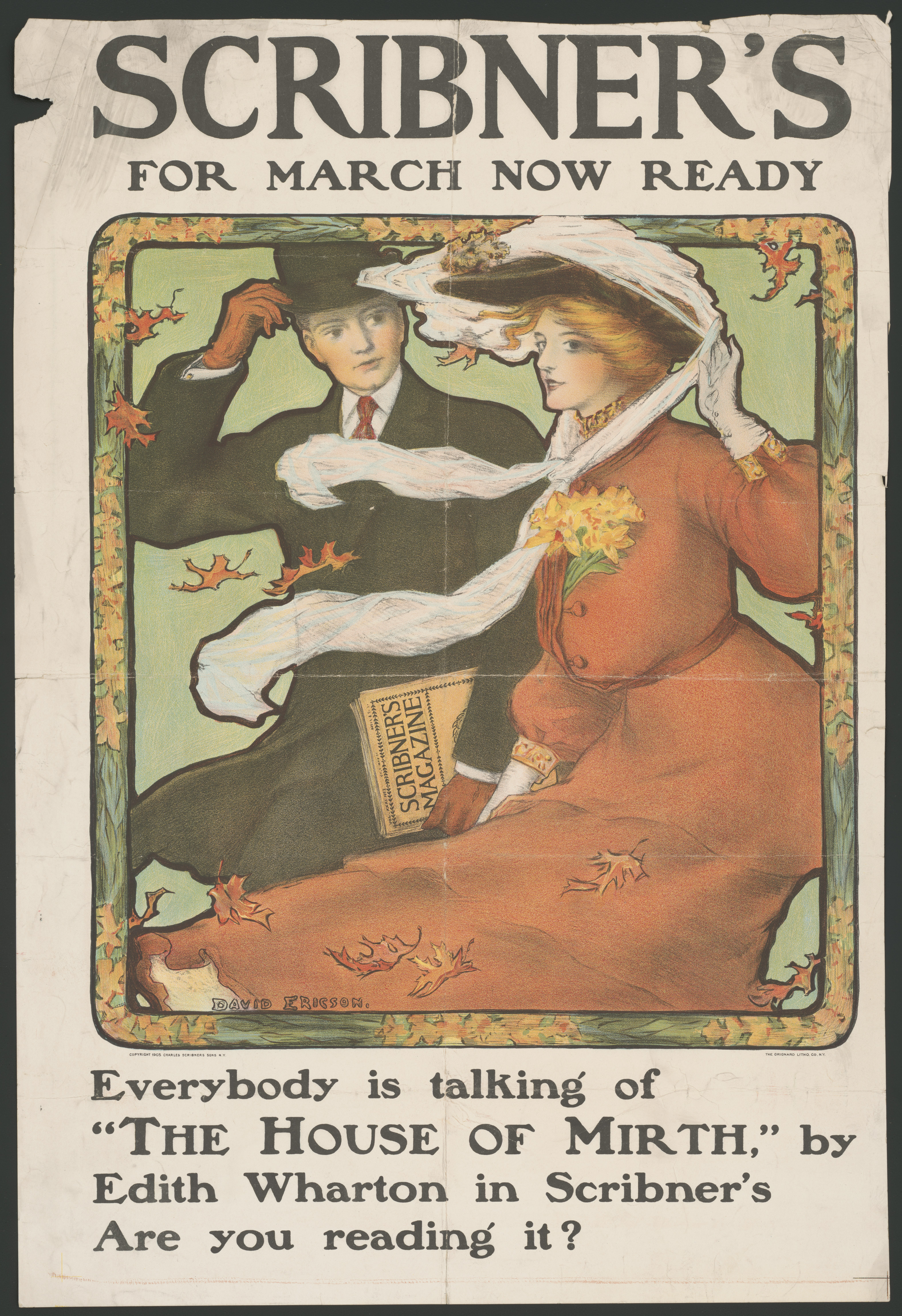
Plakat für The House of Mirth in Scribner's Magazine (1905)

Das Haus der Freude (Originaltitel: The House of Mirth) ist ein Roman der nordamerikanischen Autorin Edith Wharton (1862–1937). Vor der Herausgabe als Buch im Verlag von Charles Scribner – am 14. Oktober 1905 – wurde er ab Januar 1905 zunächst in Scribner’s Magazine in elf Folgen veröffentlicht und zog eine große Leserschaft an. Bis Ende 1905 waren bereits 140.000 Exemplare des Romans verkauft, ein bis dahin bei Scribner noch nie erreichter Rekord.
Das Haus der Freude war der zweite veröffentlichte Roman Edith Whartons, dem auch zwei Novellen vorausgingen: The Touchstone (1900) und Sanctuary (1903), der erste Roman The Valley of Decision erschien 1902. Für ihren bekanntesten Roman The Age of Innocence (deutsch: Zeit der Unschuld) wurde Edith Wharton 1921 der Pulitzer Prize for the Novel verliehen, was sie zur ersten weiblichen Preisträgerin machte. Zudem war sie dreimal für den Literaturnobelpreis nominiert (1927, 1928 und 1930): Ihr Gesamtwerk umfasst 48 Romane und Novellen sowie etwa 85 Kurzgeschichten.

## Hintergrund
Der Roman erzählt die Geschichte von Lily Bart, einer jungen Frau, die gegen Ende des 19. Jahrhunderts in New York lebte und dort in der High Society aufgewachsen war. Edith Wharton, selbst der amerikanischen so genannten „Aristokratie“ jener Zeit entstammend, erschafft das Porträt einer atemberaubenden Schönheit und deren langsamen sozialen Abstieg vom privilegierten Mitglied der Oberschicht zu einer tragischen, einsamen Existenz am Rande der Gesellschaft.
Wharton benutzt Lily Barts Geschichte als Angriff auf „eine unverantwortliche, gierige und moralisch korrupte Oberschicht.“ Neben dem sozialen Status spielt für diese das Geld eine entscheidende Rolle. Der Bürgerkrieg und die nachfolgende wirtschaftliche Entwicklung zogen in den 1890er-Jahren einen gesellschaftlichen Wandel nach sich: Multimillionäre aus dem Wirtschafts- und Bankenbereich verschafften sich durch Einheirat Zutritt zu dem ehemals so unzugänglichen Kreis der vornehmen alten Familien. Jene Gesellschaft im Umbruch beschreibt The House of Mirth mit der Protagonistin Lily, die in dem Milieu von Oberflächlichkeit und Sinnenleere aufgewachsen und davon geprägt ist. Die Autorin schreibt in ihrer Biografie A Backward Glance: „Was an ihr (der Gesellschaft) tragisch ist, ist ihre Macht, Menschen und Ideale in den Schmutz zu ziehen. Die Antwort war (für mich), kurz und gut, meine Heldin, Lily Bart.“ Indem sie Lily tragisch enden lässt, übt die Autorin Kritik an der New Yorker Gesellschaft (jener Zeit).

## Titel
Wharton erwog mehrere Titel für den Roman über Lily Barth: „Ihre blumenartige Schönheit, Lilys dekorative Sendung sah Edith Wharton als ein so zentrales Moment an, dass sie zunächst erwog, […] den Roman The Year of the Rose zu nennen.“ Ebenso angedacht war A Moment`s Ornament, welches in der ersten Strophe von William Wordsworths (1770–1830) Gedicht von 1804 „She was a Phantom of Delight“ (Sie war ein Phantom der Freude) erscheint, das ein Idealbild weiblicher Schönheit beschreibt. Dieser Titel hätte die Art und Weise repräsentiert, die Lily als schöne, wohlerzogene Persönlichkeit zu ihrer Bezugsgruppe, der oberen sozialen Klasse, hat. Letztlich entschied sich die Autorin jedoch für den Titel Das Haus der Freude, der dem Alten Testament entnommen wurde: „Das Herz der Weisen ist im Haus der Trauer, das Herz der Toren im Haus der Freude“. Prediger 7,4 (Zürcher Bibel).

## Aufbau und Erzählweise
Der Roman ist in zwei Bücher aufgeteilt. Das „Erste Buch“ erzählt von Lily Barts Suche nach einem geeigneten, vermögenden Ehemann aus ihren Kreisen und von ihrer Beziehung zu Lawrence Selden, die nicht in diesen Plan passt. Es endet mit den ersten Folgen von Lilys Fehlverhalten.
Das „Zweite Buch“ beschäftigt sich mit dem fortschreitenden gesellschaftlichen Absturz der Protagonistin und ihrem tragischen Ende.
Aus Lilys stufenweisem Abstieg ergibt sich „eine gewisse Strukturierung für das ansonsten rein episodisch gereihte Geschehen des Romans.“ Dass The House of Mirth so auffallend geradlinig aufgebaut ist, liegt eventuell auch an der Veröffentlichung der ersten Folgen im Scribner’s Magazine, noch ehe Edith Wharton den Roman vollendet hatte.
„Der Roman lebt vom Wechsel der drei vorherrschenden Perspektiven: der Seldens, der Lilys und der des allwissenden Erzählers.“

## Handlung
Zu Beginn des 20. Jahrhunderts ist Lily Bart auf dem Weg zum Landsitz ihrer besten Freundin Judy Trenor. Ihr Plan ist es, dort einen Ehemann mit dem erforderlichen Reichtum und Status zu finden, um ihren Platz in der New Yorker Upper Class zu sichern. Ihr fortschreitendes Alter – mit neunundzwanzig ist sie seit mehr als zehn Jahren auf dem Heiratsmarkt – und ihre Schulden machen dies dringend erforderlich.
Aufgewachsen in einer Atmosphäre von Eleganz und Luxus, machte der Tod ihrer Eltern sie mit zwanzig Jahren zu einer Waisen ohne jedes Vermögen. Seitdem ist sie gezwungen, sich dem Leben als Mündel ihrer engstirnigen vermögenden Tante, Julia Peniston, anzupassen, von der sie Unterkunft und finanzielle Unterstützung erhält.
Lily hat in der „Grand Central Station“ den Zug zu den Trenors nach „Bellomont“ verpasst und muss nun über zwei Stunden bis zum nächsten überbrücken. Zufällig trifft sie auf Lawrence Selden, einen Bekannten. Sie bittet ihn, sie bei einem Spaziergang durch Manhattan zu begleiten. Als sie vor dem „Benedick Building“ stehen, in dem Selden eine Wohnung hat, lädt er Lily zu einer Tasse Tee ein.
Beim späteren Verlassen des Gebäudes begegnet sie Mr. Rosedale, einem vermögenden jüdischen Geschäftsmann und Besitzer des Hauses. Um die Schicklichkeit zu wahren, erzählt Lily ihm, sie habe dort gerade ihre Schneiderin aufgesucht, doch Rosedale durchschaut die Lüge.
Gegen Ende ihres einwöchigen Aufenthalts auf „Bellomont“, wo sich Lily von Beginn an um den hochkarätigen, aber langweiligen Percy Gryce als potentiellen Ehekandidaten bemüht, trifft unerwartet Selden ein. Beide fühlen sich zueinander hingezogen, doch Lily stellt klar, dass sie andere Pläne hat. Lawrence hat erst vor kurzem seine vierjährige Affäre mit der – ebenfalls anwesenden – verheirateten Bertha Dorset beendet, die das Paar eifersüchtig beobachtet.
Beginnend mit dem Verlust einer großen Summe Geldes beim Bridgespiel, folgt der nächste Misserfolg: Nachdem Bertha Dorset Percy Gryce mit Gerüchten über Lilys Spielsucht und ihr früheres Liebesleben konfrontiert hat, wendet er sich – trotz seines anfänglichen Interesses – von ihr ab. Doch seinen Rückzug ignorierend, stellt Lily ihre angebliche Beziehung zu Gryce nun derart übertrieben dar, dass jeder glaubt, eine Verlobung stehe unmittelbar bevor. Zudem beschuldigt Lily ihre Gastgeberin Judith, sie zu der häufigen Teilnahme am Kartenspiel gedrängt zu haben.
An ihrem letzten Tag auf dem Landsitz überredet Lily wegen ihrer hohen Spielschulden Judys Ehemann Gus Trenor, einen erfahrenen Bankier, in ihrem Namen an der Börse zu spekulieren. Als „Gegenleistung“ für mehrere stattliche Schecks gestattet sie Trenor kleine Zärtlichkeiten. Doch zurück in New York macht Gus Lily klar, dass er für seine finanziellen Aktionen intimere Aufmerksamkeiten von ihr erwartet. Lily aber setzt ihr Katz-und-Maus-Spiel fort und trifft sich mit ihm nur an öffentlichen Plätzen wie der Oper oder dem Central Park.
Percy Gryce hat sich inzwischen der jungen Evie Van Osburgh zugewandt, was Spott und Häme bei all denen hervorruft, die von Lily hinters Licht geführt worden sind. Zudem informiert ihre Cousine Grace Stepney ihre Tante Julia Peniston über das Gerücht, Lily versuche, ihre Spielschulden durch eine unangemessene Beziehung zu Gus Trenor zu begleichen. Auch Lilys enge Freundschaft mit Judy Trenor hat sich deutlich abgekühlt.
Um unangenehmen Situationen aus dem Weg zu gehen, nimmt Lily nun Einladungen von Menschen an, mit denen sie normalerweise niemals Kontakt gehabt hätte. Dazu gehören die Wellington Brys, Newcomern in der New Yorker Gesellschaft. Deren sozialer Aufstieg wird von Carry Fisher geplant und organisiert, die – selbst der Oberschicht entstammend – gezwungen ist, damit ihren Unterhalt zu finanzieren.
Wie stark Lilys Ruf bereits geschädigt ist, wird bei einer Veranstaltung der Brys deutlich, bei der „lebende Bilder“ vorgeführt werden. Als Glanzstück des Abends erweist sich Lily Barts Darstellung als Mrs. Lloyd, nach Sir Joshua Reynolds berühmtem Gemälde. Das betont einfache Tableau zeigt die natürliche Schönheit Lilys auf eindrucksvolle Weise. Doch Lawrence Selden hört vor allem anzügliche Bemerkungen einiger Gäste über Lily, als er sie nach der Aufführung sucht. Im parkähnlichen Garten gesteht er ihr dennoch seine Liebe.
Am nächsten Tag erhält Lily zwei Nachrichten: eine von Judy Trenor, die sie einlädt, am selben Abend bei ihr in ihrem New Yorker Stadthaus zu speisen, die andere ist von Selden, mit der Bitte um ein Treffen am folgenden Tag. Lily bestätigt zunächst Judy ihren spätabendlichen Besuch. Als sie dann in dem Stadthaus eintrifft, stellt sich heraus, dass dort nur Gus Trenor auf sie wartet. Rigoros fordert er nun von Lily die Art von Aufmerksamkeit, für die er glaubte bezahlt zu haben. Lily appelliert an ihre Freundschaft und verspricht, die fast 10.000 Dollar, die sie ihm schuldet, zurückzuzahlen. Doch mit gesteigerter Wut droht Gus, handgreiflich zu werden. Schließlich gelingt es Lily zu fliehen und eine Droschke zu nehmen.
Nach der Szene mit Gus fühlt Lily eine tiefe Einsamkeit. Sie möchte nicht in ihr verhasstes Zimmer bei der Tante zurückkehren. Als möglichen Zufluchtsort kommt ihr Gerty Farishs kleine Wohnung in den Sinn. Ebenda hat ihre verlässliche Freundin, eine Cousine von Lawrence Selden, gerade mit ihm zu Abend gespeist. Irrtümlich glaubt Gerty, Lawrence empfinde mehr als nur verwandtschaftliche Zuneigung für sie, bis sie entdeckt, dass er sie nur benutzt, um mit ihr über Lily zu sprechen. Als Selden hört, dass diese sich gerade bei Carry Fisher aufhält, begibt er sich umgehend dorthin. Doch er kommt zu spät: Lily hat sich gerade zu ihrer nächsten Verabredung – angeblich mit Judy Trenor – aufgemacht. Selden sieht keinen Sinn darin, länger zu bleiben. Lilys Cousin Ned Van Alstyne begleitet ihn und schleust Lawrence vor das Haus der Trenors. Dort sehen sie, wie Lily zu einer Droschke eilt, während Gus Trenor an der Haustür steht. Beide Männer wissen, dass sich seine Gattin noch auf „Bellomont“ befindet, und folgern daraus, an dem Gerücht einer Affäre zwischen Lily und Gus müsse etwas Wahres sein.
Am darauffolgenden Tag bittet Lily in ihrer Not Julia Peniston um finanzielle Hilfe, doch diese weigert sich, für Spielschulden einzustehen. Lediglich die Kosten für die Schneiderin will sie übernehmen. Die gedemütigte Lily setzt nun ihre ganze Hoffnung auf das Treffen mit Selden, aber sie wartet zu der verabredeten Zeit vergeblich auf ihn. Statt seiner taucht unerwartet Rosedale auf und macht Lily einen Heiratsantrag, der – wie er ihr versichert – für beide Seiten von Vorteil sei. In Anbetracht ihrer Situation weist Lily ihn nicht ab, sondern bittet Rosedale lediglich geschickt um Zeit, seinen Vorschlag zu überdenken.
Kurze Zeit später erfährt Lily, dass Selden sich wegen einer beruflichen Angelegenheit auf eine Reise nach Europa eingeschifft hat. Enttäuscht über seinen Rückzug, nimmt Lily Bertha Dorsets unerwartete Einladung zu einer Mittelmeerkreuzfahrt auf deren Yacht an. Berthas Absicht ist, ihren Gatten George durch Lilys Anwesenheit von ihrer Liaison mit dem jungen Ned Silverton abzulenken.
Nach etwa zwei Monaten ankern sie im Hafen von Monaco. Schon bald ist Bertha eifersüchtig auf Lilys gesellschaftliche Erfolge an der Riviera und hat Angst, ihre Vorherrschaft zu verlieren. Insgeheim sucht sie nach einem Grund, Lily loszuwerden. Als ihr Ehemann die Affäre mit Silverton durchschaut, wendet er sich, rechtlichen Rat in seiner Ehekrise suchend, an den Anwalt Selden, der sich zu diesem Zeitpunkt ebenfalls in der Gegend aufhält.
Vergeblich versucht Lawrence daraufhin, Lily zum rechtzeitigen Verlassen der Yacht zu überreden Er ahnt, dass sie in die Angelegenheit mit hineingezogen werden könnte. Und noch am selben Abend eskaliert die Situation: Nach dem Dinner in einem Restaurant untersagt Bertha Lily vor aller Augen, ihr Schiff noch einmal zu betreten. Auf indirekte Weise unterstellt sie ihr, George verführt zu haben, um ihn für sich zu gewinnen. Nur mühsam kann Selden die Stepneys überreden, Lily für eine Nacht in ihrer Hotelsuite aufzunehmen, bevor sie abreist.
Der aus alledem resultierende gesellschaftliche Skandal ruiniert Lilys Ruf endgültig. Zurück in New York muss sie erkennen, dass sich – bis auf Gerty Farish und Carry Fischer – alle Freunde von ihr abgewandt haben. Zudem hat ihre kürzlich verstorbene Tante Julia ihr Testament geändert und Grace Stepney als Haupterbin eingesetzt. Lily bleibt nur ein Vermächtnis von rund zehntausend Dollar, die ihr aber erst nach etwa einem Jahr ausgezahlt werden sollen.
Doch Lily kämpft weiterhin darum, ihren Platz in der High Society zurückzugewinnen. Carry Fisher verschafft ihrer Freundin den Aufenthalt bei den neureichen, lebenslustigen Gormers auf deren luxuriösen Sommersitz am Meer. Und da sie selbst wieder die – noch spendableren – Brys betreuen will, kann Lily ihren Platz bei den Gormers und ihren vielen Gästen einnehmen.
Zurück in New York, taucht auch Rosedale im Kreis der Gormers auf. Er zeigt sich nach wie vor an Lily interessiert, die seinen Aufstieg in die obersten Kreise der Gesellschaft – erlangt durch seine Erfolge in der Wall Street – bewundert. Doch Rosedale hat Lilys frühere Zurückweisung nicht vergessen, und er kennt auch ihre derzeitige missliche Lage, sodass es nicht zu einem Heiratsantrag kommt.
Auf Long Island, wo die Gormers ein Landhaus erstanden haben, trifft Lily dann bei einem Spaziergang Gus Trenor, der mit Bertha in der Nachbarschaft wohnt. Er versucht Lily zu überreden, eine offizielle Aussage über die damalige Affäre zwischen Ned Silverton und Bertha zu machen. Doch Lily widersteht der Versuchung, sich an Bertha zu rächen, und verhindert damit eine Wiederaufnahme in ihre alten Kreise.
In der Zwischenzeit hat Bertha Mattie Gormer besucht und erreicht, sie gegen Lily zu beeinflussen. Wieder in New York, ist Lily daher gezwungen, nun ohne festes Einkommen in einem Hotel zu wohnen. Dort wird sie von Dorset aufgesucht und erneut bedrängt, Berthas Lügen aufzudecken. Doch Lily scheint die anständigere Lösung ihrer Probleme zu sein, Rosedales Liebe zu erlangen.
Carry arrangiert in ihrem kleinen Landhaus ein Zusammentreffen von Lily und Simon Rosedale, ohne die beiden vorher einzuweihen. Lily nutzt die Gelegenheit, ihn offen auf eine mögliche Heirat anzusprechen. Doch er weist sie mit der Begründung ab, sie habe inzwischen ihre hohe gesellschaftliche Stellung verloren. Simon schlägt ihr diesmal vor, Bertha durch deren Liebesbriefe an Selden zu Zugeständnissen zu zwingen. Die Briefe hatte dessen Dienerin in seinem Papierkorb gefunden und an Lily verkauft. Doch Lily hat (zunächst) Skrupel, Rosedales Vorschlag umzusetzen.
In New York erkennt Lily die Hoffnungslosigkeit ihrer Lage. Sie schafft es nicht, ihre alten Bindungen wieder aufzunehmen, und benötigt zudem dringend eine neue Einkommensquelle. Die verschafft ihr wieder mal Carry Fisher.
In der Zwischenzeit hat Gerty Selden überredet, sich mit Lily in Verbindung zu setzen, sie brauche seine Hilfe. Er hat seit seiner Rückkehr aus Europa eine Begegnung mit Lily vermieden. Lawrence findet sie nicht in ihrem bisherigen Hotel, wird dort aber über ihren neuen Aufenthalt informiert. Lily arbeitet nun als Sekretärin bei Norma Hatch, einer durch mehrere Scheidungen steinreich gewordenen jungen Frau, die Verbindung zur vornehmen Gesellschaft anstrebt. Sie lebt in einer geschmacklosen und protzigen Welt ohne jede Ordnung und Verpflichtung ziellos in den Tag hinein.
Als Selden dort auftaucht, will er Lily überreden, diesen unwürdigen Platz zu verlassen. Doch ihr Gespräch läuft von Anfang an in die falsche Richtung, und sie trennen sich, beide verletzt in ihrem Stolz. Dennoch bleibt Seldens Besuch nicht ohne Wirkung, sie verlässt Mrs. Hatch wenige Wochen später.
Lilys Plan, nun in einem vornehmen Laden als Modistin zu arbeiten, scheitert. Nur mit Mühe treibt Carry für sie eine Hutmacher-Werkstatt auf, in der sie als Hilfskraft arbeiten kann. Lily mietet ein Zimmer in einer billigen Pension und wird immer abhängiger von Schlaftabletten.
Am Ende der Saison verliert Lily die Stelle wegen ihrer schlechten Leistungen, was sie selbst als gerecht empfindet. Carry hat den Kontakt zu ihr abgebrochen, und den Umgang mit Gerty meidet Lily aus Angst, bei ihr mit Selden zusammenzutreffen. Simon Rosedale besucht Lily und schlägt ihr erneut vor, Bertha durch Seldens Liebesbriefe gefügig zu machen. Wenn Lily daraufhin wieder gesellschaftsfähig sei, stünde einer Heirat mit ihm nichts im mehr Wege.
Wieder allein, überdenkt Lily diesmal den Vorschlag. Sie sehnt sich zurück in die Welt des Luxus. Für die Arbeitswelt ist sie nicht geschaffen. Schließlich fasst sie den Entschluss, Bertha mit den Liebesbriefen aufzusuchen. Auf dem Weg zu ihr gerät sie in einen Wolkenbruch und sucht bei Selden, der in unmittelbarer Nähe wohnt, Schutz. Es kommt zu einem Gefühlsausbruch ihrerseits. Sie gesteht Lawrence, sie habe sich geirrt und sehne sich nach einem Leben an seiner Seite. Doch Selden reagiert verhalten. Von ihm unbemerkt, verbrennt sie die verräterischen Liebesbriefe in seinem Kamin, bevor sie geht.
Netty Struther, eine junge Frau, die Lily durch Gertys Wohlfahrtsarbeit kennt, findet sie durchnässt auf einer Bank sitzen. Lily hatte damals dem schwerkranken Mädchen einen Sanatoriumsaufenthalt finanziert. Netty nimmt sie mit zu sich nach Hause, wo ihr Baby auf sie wartet. Nach dem Besuch fällt Lily, zurück in der Pension, in noch tiefere Einsamkeit. Ein Bote bringt ihr – unerwartet und verfrüht – einen Scheck über 10.000 Dollar aus der Erbschaft ihrer Tante.
Lily ordnet ihre Habseligkeiten und überprüft ihr Scheckbuch und offen stehende Rechnungen. Neben ihren Schulden bei Trenor würde sie diese mit dem Scheck begleichen können. Sie informiert entsprechend per Brief ihre Bank und schreibt einen Scheck für Trenor aus. Am Abend ist ihr Verlangen nach Schlaf und Vergessen so groß, dass Lily eine zu große Dosis ihres Schlafmittels einnimmt.
Seldens Weg führt schon um neun Uhr morgens zu Lilys Pension. Es drängt ihn, noch einmal – weniger distanziert – mit ihr zu sprechen. Doch er kommt zu spät. Neben einigen anderen Personen findet er Gerty im Treppenhaus vor, die ihn in Lilys Zimmer führt. Dort lässt sie Lawrence mit der Verstorbenen für eine Weile allein, unter dem Vorwand, er solle ihre Papiere durchsehen. Anhand von Kontrollabschnitten entdeckt Selden, dass Lily alle offenstehenden Beträge und ihre Schulden bei Trenor beglichen hat. Die Erkenntnis, dass nie eine unehrenhafte Beziehung zwischen den beiden bestanden hat, erlaubt Lawrence, in Frieden von Lily Abschied zu nehmen.

## Hauptfiguren

### Lily Bart
Lily Bart wird als komplexe Persönlichkeit geschildert, mit der Reinheit, die ihr Vorname impliziert, dem Trotz, den ihr Nachname ausdrückt, und der Torheit, auf die der Titel des Romans verweist. Durch den Tod ihrer Eltern verwaist, ist es für sie schwierig, ohne einen vermögenden Beschützer mit den anderen Mitgliedern ihrer Gesellschaftsschicht mitzuhalten. Lilys außergewöhnliche Schönheit ist ihr einziges Kapital. „Sie war dazu erdacht, zu schmücken und zu erfreuen.“ In der Gesellschaft, in der sie lebt, wird Lily „zu einem Objekt, über das man verfügen kann, wenn man das nötige Geld hat.“ Dies gilt nicht nur für potentielle Heiratskandidaten, sondern auch für ihre reichen Freundinnen.
Seit ihrer Kindheit bestimmen Gegensätze Lily Barts Leben und beeinflussen ihre Entwicklung: einerseits die Erziehung durch die oberflächliche Mutter, der nur der äußere Schein, Geld und Luxus etwas bedeuten, auf der anderen Seite der schwache, aber sensible und feinsinnige Vater. So ist es symptomatisch für Lilys Verhalten, sich nicht voll und ganz für eine Position entscheiden zu können. Sie vermag sich nicht ohne Kritik und Abgrenzung den Konventionen und Gepflogenheit der höheren Kreise völlig anzupassen, aber es gelingt ihr auch nicht, sich von dieser Gesellschaft zu lösen, „weil sie nur dort die ihr gemäße Sphäre findet und auch (selbst) nur über die dekorativen Fähigkeiten einer Dame der Gesellschaft verfügt“. Lily ist dieser widersprüchlichen Situation nicht gewachsen, und so macht sie die entscheidenden Fehler, an denen sie schließlich scheitert.
Nur zwei Menschen versuchen, Lily eine Alternative zu dem Leben, das sie führt, aufzuzeigen: Selden und dessen Kusine Gerty Farish. Doch beide idealisieren ihre Vorstellung von Lily und sind enttäuscht, als sie dieser nicht entspricht. Um Lawrence Seldens Ruf zu schützen, widersteht Lily schließlich doch der Versuchung, vernichtende Beweise gegen ihre Erzfeindin Bertha Dorset zu benutzen. Viel zu spät setzt sich Lilys Sinn für das Richtige und ihr Verlangen nach Liebe durch, sodass sie letztlich an ihrer eigenen Zerstörung mitschuldig wird.

### Lawrence Selden
Selden ist ein junger Anwalt, der sich – obwohl selbst nicht vermögend – durch seine verwandtschaftliche Zugehörigkeit zur Upper Class problemlos sowohl innerhalb wie außerhalb der elitären New Yorker Kreise bewegen kann. Er kennt Lily seit ihrer frühen Jugendzeit, befand sich jedoch zunächst eher im Hintergrund ihres Lebens. Die New Yorker High Society betrachtet Selden mit der Distanziertheit und Objektivität eines Außenseiters. Lily ist fasziniert von seiner Unabhängigkeit gegenüber der Gesellschaft und beneidet ihn um seine Freiheit. Die Begegnungen der beiden Protagonisten unterstreichen stets den Konflikt, in dem Lily sich befindet. Seldens Bewunderung für Lilys Schönheit, ihre natürlich feine Ausstrahlung und ihre Spontaneität hindern ihn nicht daran, ihre Oberflächlichkeit schonungslos zu kritisieren. Selbst seine starken romantischen Gefühle für Lily reichen nicht aus, Selden die schwerwiegenden Gerüchte über Lily ignorieren zu lassen. Er hält den damit verbundenen gesellschaftlichen Druck nicht aus. Und obwohl er weiterhin seine Freundschaft zu ihr beteuert, lässt er Lily doch im Stich. Sein Misstrauen und sein Mangel an Entschlossenheit unterdrücken schließlich seine Liebe zu ihr. „Er gibt ihrem Leben eine neue Dimension, seine Liebe ist jedoch nicht bedingungslos genug, seine eigenen Bindungen an gesellschaftliche Konventionen… zu überwinden.“ Zu spät macht er sich „von den vertrauten Gefühlen der Gewohnheit“ los und wagt sich hinaus „auf die nirgends verzeichneten Meere des Gefühls“, als er zu Lily eilt. Erst an Lilys Totenbett kann Selden das Wort der Liebe aussprechen. „Was im Haus der Freude, im Leben, in der Gesellschaft,… nicht möglich war, gelingt im Haus der Trauer.“

## Nebenfiguren

### Judy Trenor
Lilys beste Freundin ist eine typische High-Society-Matrone, deren Leben bestimmt wird vom Ausrichten großer Feste. Stets auf dem Laufenden in der sozialen Szene, fungiert sie bisweilen als eine Art Heiratsvermittlerin. So unterstützt sie auch Lilys Interesse an Percy Gryce. Bei der Vorbereitung ihrer Events beansprucht Judy wie selbstverständlich Lilys Hilfe. Wie groß Judys Einfluss auf die Gesellschaft ist, zeigt sich nach deren Absturz. Durch ihre ablehnende Haltung scheitert Lilys Plan, einen eigenen Modesalon zu eröffnen.

### Gus Trenor
Judys grobschlächtiger und recht geistloser Ehemann ermöglicht ihren aufwändigen Lebensstil in erster Linie durch erfolgreiche Spekulationen an der Börse. Auch seine Investitionen für Lily, in die er sich verliebt hat, zahlen sich aus. Doch ihre langjährige Freundschaft zerbricht, als er sexuelle „Gegenleistungen“ von Lily einfordert.

### Julia Peniston
Lilys wohlhabende, verwitwete Tante verkörpert die Moral der „alten“ Familien. Als sie Lily nach dem Tod ihrer Eltern bei sich aufnimmt, spielt hierbei die öffentliche Zur-Schau-Stellung ihrer Großzügigkeit eine große Rolle. Wider Erwarten empfindet Julia Zuneigung zu der ihr eigentlich wesensfremden, leichtfertigen Nichte, und sie unterstützt sie über ein Jahrzehnt. Erst die Gerüchte über Lilys Spielsucht und ihr angeblich unmoralisches Verhalten veranlasst sie, deren Kusine Grace zur Haupterbin ihres Vermögens zu machen.

### Bertha Dorset
Die attraktive zierliche Bertha ist selbstsicher, egozentrisch und erfahren im Umgang mit dem männlichen Geschlecht. Unter anderem war sie eine Zeit lang Seldens Geliebte. In anderen schönen Frauen sieht Bertha stets potentielle Rivalinnen, so auch in Lily, ihrer Erzfeindin, an deren gesellschaftlichem Untergang sie die Hauptschuld trägt. Ihrem Ehemann George gaukelt Bertha Liebe vor, um ihn gefügig zu halten.

### Simon Rosedale
Der erfolgreiche jüdische Geschäftsmann ist der Inbegriff eines Parvenu: Er verfügt über ein Vermögen, aber (noch) nicht über die soziale Stellung in den höheren Kreisen, die er anstrebt. Rosedale interessiert sich für Lily in erster Linie, weil sie über den gesellschaftlichen Status verfügt, der ihm einen Platz in der High Society verschaffen könnte. Während sein sozialer und geschäftlicher Aufstieg rasant vorangeht, verliert Lily jedoch durch Fehlentscheidungen ihr gesellschaftliches Ansehen. Zu spät erkennt sie Rosedales Klugheit und seinen letztlich guten Charakter.

### Gerty Farish
Seldens bescheidene, warmherzige Kusine Gerty kümmert sich wohltätig um gestrauchelte junge Mädchen. Ab und an kann sie ihre Freundin Lily dazu bewegen, sie hierbei zu unterstützen. Die seit langem in Lawrence verliebte Gerty erweist sich trotz ihrer heftigen Eifersucht auf die schöne, weltgewandte Lily als deren zuverlässigste Freundin. Bis hin zu ihrem Tod bietet Gerty der Gestrauchelten ein Zuhause, wann immer sie hilfesuchend bei ihr auftaucht.

### Carry Fisher
Die zweimal geschiedene Mrs. Fisher stammt aus einer angesehenen New Yorker Familie. Sie ist selbstbewusst und interessiert an allem Neuen. Auf dem Landsitz der Trenors ist sie daher – trotz ihres zweifelhaften Rufs – ein gern gesehener Gast: So hält sie den Hausherrn bei Laune, der sie finanziell unterstützt und dafür ab und zu Liebesdienste erhält. Carry Fisher spielt nach Lilys Absturz für sie eine entscheidende Rolle, indem sie ihr Bekanntschaften und Jobs bei ihrer neureichen Klientel vermittelt, die ihr eine Zeitlang weiterhin ein Leben im Luxus ermöglichen.

### Netty Struther
Die Figur der jungen Ehefrau und Mutter zeigt Lily noch eindringlicher als bei Gerty Farish eine Alternative zu ihrer eigenen Lebensweise auf. Nettys harter Alltag als einfache Arbeiterin unterscheidet sich in fast allem von dem der Protagonistin. Doch kurz vor ihrem Tod beneidet Lily die junge Frau um ihre Mutterschaft und das uneingeschränkte Vertrauen innerhalb der kleinen Familie. Es macht ihr die Oberflächlichkeit und Leere des eigenen Lebens bewusst.

## Wahrnehmung/Rezensionen
Die damaligen Literaturkritiker kategorisierten Das Haus der Freude sowohl als soziale Satire wie auch als Sittenroman. Carol Singley beschreibt das Buch in der Einleitung zu The House of Mirth als „eine einmalige Mischung aus Romantik, Realismus und Naturalismus“, es überschreite somit die enge Klassifizierung eines Romans der Umgangsformen. Edith Whartons Pastor von der Trinity Church in Manhattan schrieb ihr, der Roman sei „eine schreckliche, aber gerechte Anklage gegen soziales Fehlverhalten, das mit Dummheit beginnt und mit moralischem und spirituellem Tod endet“.
In der Buchbesprechung „New York Society Held up Scorn in three New Books“ vom 13. Oktober 1905 bemerkten Kritiker der New York Times, der Roman The House of Mirth sei „von bemerkenswerter Kraft“. Er habe „die rettende Anmut des Humors“ und die Figuren „den Anschein von Leben.“
In Leserbriefen an den Herausgeber der „New York Times Saturday Review of Books“ wurde der Roman kurz nach seiner Veröffentlichung als ein „getreues und wahres Porträt der New Yorker Aristokratie“ bezeichnet, und die soziale Elite der Stadt als „herzlose und materialistische Freizeitklasse“.
Philipp Bühler schrieb 2001 in der TAZ: „Edith Whartons Romane sind Geschichten vieler Häuser und der Frauen, die darin lebten. The House of Mirth... macht da keine Ausnahme...Lily Bart hat ...keinen Platz [mehr] in der Gesellschaft, nach der sie sich sehnt, weil sie keine andere kennt: die New Yorker High Society der letzten Jahrhundertwende. Edith Wharton war eine privilegierte Tochter dieser Klasse..., die sie in ihren Büchern analysierte und karikierte, mit einer Schärfe, die ihresgleichen suchte...Auch in Whartons Leben muss es ein Haus...gegeben haben, wie sie es hier beschrieb: das hauptquartierartige Zentrum einer abgehobenen Patrizierkaste...So war das im Big Apple anno 1905: Der eine Teil der Gesellschaft machte mobil, mit der Eisenbahn oder im Aktienhandel – für den anderen blieb das Haus Gefängnis von Körper und Seele.“
1989 schrieb Dieter David Schob in der Zeit: In diesem Gesellschaftsroman der Jahrhundertwende... führt Edith Wharton mit psychologisch feinfühliger Beobachtungsgabe und in einer an französischen Vorbildern geschulten, nuancierten, zuweilen manierierten Prosa echte, glaubwürdige Menschen einer unterhöhlten New Yorker High-Society vor Augen. Was Wunder: die Wharton hat dieser, ihrer eigenen Welt, in der Reichtum alles bedeutete, ins Herz geschaut. Noch im Vorfeld wirklicher Sozialkritik erzählt sie die anrührende Geschichte des gesellschaftlichen Abstiegs der Lily Bart, eines jener weiblichen Luxusgeschöpfe, die die monetären Gesetze und die geschlechtsspezifischen Spielregeln ihrer gesellschaftlichen Klasse zwar durchschauen, sich ihnen aber dennoch nicht zu entziehen vermögen.

## Adaptationen
Der Roman wurde für Radio, Bühne und Kino adaptiert.
- Das Theaterstück The House of Mirth (1906), von Edith Wharton und Clyde Fitch.[24][25]
- La Maison du Brouillard (1918), unter der Regie von Albert Capellani, mit Katherine Harris Barrymore als Lily Bart; ein französischer Stummfilm.[26]
- The House of Mirth wurde am 14. Dezember 1952 im Radio präsentiert (Theatre Guild on the Air). In der einstündige Adaption spielten die Hauptrollen Joan Fontaine und Franchot Tone.[27]
- The House of Mirth (1956), unter der Regie von John Drew Barrymore. Matinee Theatre: Season 2, Episode 56. (4. Dezember 1956)
- The House of Mirth (1981), unter der Regie von Adrian Hall. Ein Fernsehfilm für das Public Broadcasting System in den USA.[28]
- Edith Wharton's The House of Mirth (1995) adaptiert für die Bühne von Dawn Keeler. Das Stück wurde von der Cambridge Theatre Company in der Theatre Royal in Winchester, England, aufgeführt. Nach der ersten Produktion tourte das Stück neun Wochen lang durch England. Diese moderne Adaption bot eine Interpretation von Lily Barts Geschichte aus dem späten 20. Jahrhundert, die Freiheit, Beziehungen und Tragödien betonte.[29]
- The House of Mirth (2000), unter der Regie von Terence Davies, mit Gillian Anderson als Lily Bart.[30]
- Der Komponist Garth Baxter[31] schrieb (2018) die Oper Lily nach The House of Mirth mit einem Libretto von Lisa VanAuken.[32] Lily ist eine Oper in zwei Akten in der romantischen Tradition mit einem vollen Orchester. Arien aus der Oper wurden in zwei Alben vorgestellt: Katherine Keem singt Lieder und Arien von Garth Baxter (Centaur Records),[33] und ASK THE MOON, Musik für Gesang und Klavier von Garth Baxter (Navona Records).

## Bibliographie
- Wharton, Edith, Das Haus der Freude, Reclam, 2021, ISBN 978-3-15-020636-2
- Völker, Gerlinde. Nachwort zu Edith Wharton, Das Haus der Freude, Reclam, 2021, ISBN 978-3-15-020636-2
- Auchincloss, Louis (1961). Edith Wharton and her New Yorks, Reflections of a Jacobite. Boston: Houghton Mifflin.
- Barnett, Louise K.(1989). Language, gender and society in The House of Mirth. Connecticut Review 11.2 (Summer), S. 54–63.
- Commander, Katherine Lucille (2008). „Tragedy in The House of Mirth: The decline of Lily Bart“ University of Tennessee Honors Thesis Projects.https://trace.tennessee.edu/utk_chanhonoproj/1165
- Hellen. Killoran: The Critical Reception of Edith Wharton. Camden House, Rochester, NY 2001, ISBN 1-57113-101-9 (englisch, archive.org).
- Howe, Irving (Hrsg.). Edith Wharton. A Collection of Critical Essays. Englewood Cliffs (N.J.)
- O’Neal, Michael J. Point of View and Narrative Technique in the Fiction of Edith Wharton, in Style 17, 1983
- Rattray, L.(Hrsg.).(2012). Edith Wharton in Context. New York: Cambridge University Press.
- Showalter, Elaine, The death of the lady (novelist): Wharton's House of Mirth in Carol J. Singley, ed. (2003). Edith Wharton's The House of Mirth, A Case Book, pp. 39–61. New York: Oxford University Press. S. 337. .
- Carol J. Singley (Hrsg.): Edith Wharton's The House of Mirth, A Case Book, pp.31-38. Oxford University Press, New York 2003, ISBN 0-19-515603-X, S. 337 (englisch).
- Wolff, Cynthia Griffin, Lily Bart and the drama of femininity in Carol J. Singley, ed. (2003). Edith Wharton's The House of Mirth, A Case Book, S. 209–228. New York: Oxford University Press.

- Michael Gorra: The Portrait of Miss Bart. In: The New York Review of Books. 2015, abgerufen am 24. Februar 2023 (englisch).
- Kornasky, L. (2014). „Edith Wharton in context“. Studies in American Naturalism, 9(1), S. 107.
- Preston, C. (2004). „The critical reception of Edith Wharton“. The Yearbook of English Studies, 34(1) Nineteenth-Century Travel Writing, S. 336–338. DOI:10.2307/3509561
- Singley, C., & Moseley, A. (2007). „Wharton and Cather“. American Literary Scholarship, 2007(1), S. 139–168.
- Wharton, Edith. (1905). „Mr. Sturgis's Belchamber“, Bookman, 21(May), S. 309–310.